# Veyrins-Thuellin
Veyrins-Thuellin korábbi község (település) Franciaországban, Isère megyében. 2016. január 1-jén Les Avenières községgel egyesült és Les Avenières Veyrins-Thuellin új község része lett.
Lakosainak száma 2129 fő (2018. január 1.). Veyrins-Thuellin Le Bouchage, Corbelin, Dolomieu és Vézeronce-Curtin községekkel határos.

## Népesség
A település népessége az elmúlt években az alábbi módon változott:
| Lakosok száma | 1274 | 932  | 1315 | 1328 | 1482 | 1808 | 1889 | 1953 | 2120 | 2129 |
|               | 1962 | 1968 | 1982 | 1990 | 1999 | 2008 | 2011 | 2013 | 2017 | 2018 |